# Gemeinde Dobrepolje

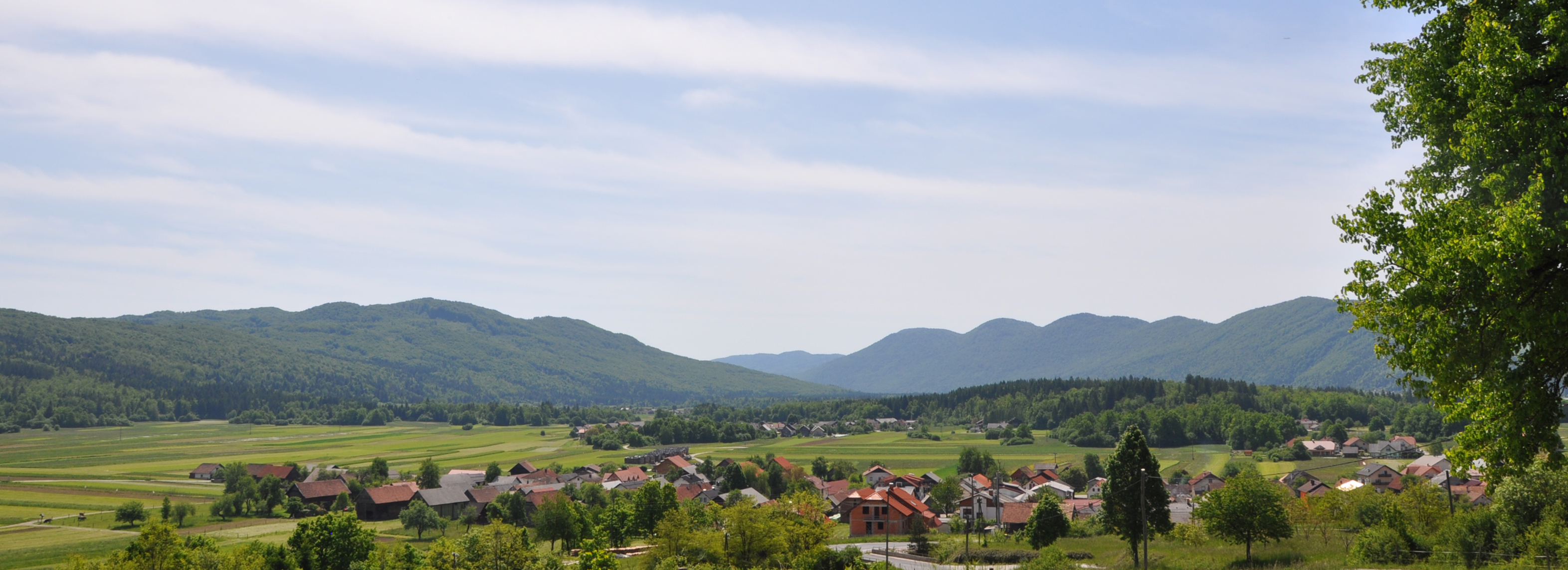
Landschaft des Dobrepolje-Karstfeldes

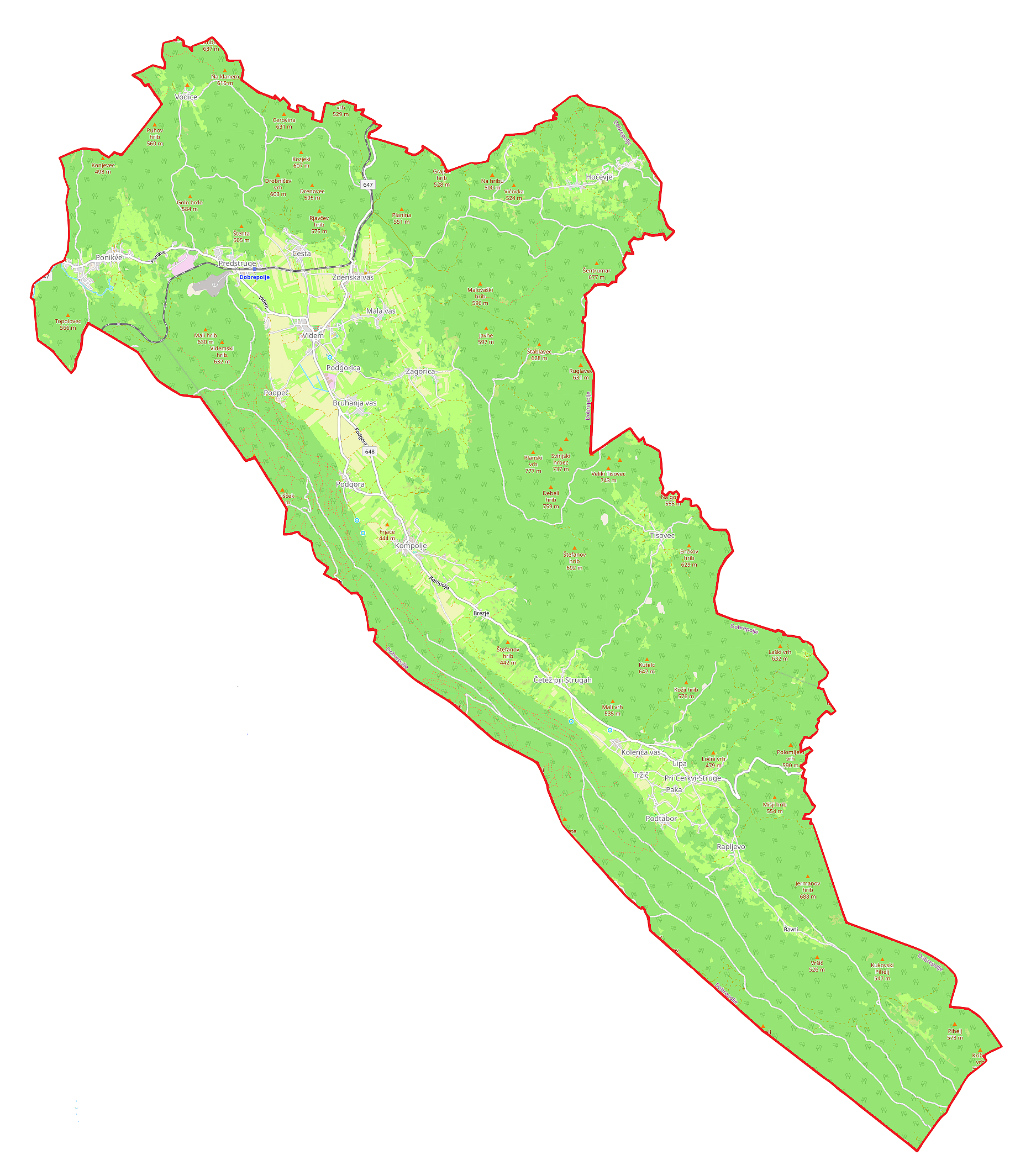
Karte Gemeinde Dobrepolje

Dobrepolje (deutsch: Gutenfeld) ist eine aus 24 Ortschaften bestehende Gemeinde im Dobrepolje-Karstfeld in der historischen Landschaft Unterkrain, Region Osrednjeslovenska in Zentral-Slowenien. Hauptort und Verwaltungssitz ist die Ortschaft Videm.

## Lage
Die Gemeinde Dobrepolje erstreckt sich auf dem Gebiet zweier Karstdolinen zwischen dem Berg Mala gora und der Hochebene Tisovška planota. Dobrepolje ist ein trockenes Karstfeld ungefähr 35 km von Ljubljana entfernt. Die Karstlandschaft ist voll von Grotten, zwischen denen die Grotte Podpeška jama, die schon von Valvasor erforscht wurde, die bekannteste ist.

## Ortschaften
Die Gemeinde Dobrepolje besteht aus folgenden Ortschaften (in Klammern die deutschsprachigen Ortsbezeichnungen aus der Zeit vor 1918 und 1846 ):
- Bruhanja vas (dt.: „Weigendorf“)
- Cesta (dt.: „Zesta“, 1900: Zesta/Cesta)
- Četež pri Strugah (dt.: „Tschettesch“)
- Hočevje (dt.: „Altainodt“, 1900:Hočevje  )
- Kolenča vas (dt.: „Kolenzdorf“)
- Kompolje (dt.: Kompolle, 1846: Kompale)
- Lipa (dt.: „Lindt“)
- Mala vas (dt.: „Kleindorf“)
- Paka (dt.: „Pack bei Gutenfeld“)
- Podgora (dt.: „Unterberg in der Unterkrain“, 1846: Podgora)
- Podgorica (dt.: „Pudgoritz in der Unterkrain“)
- Podpeč (dt.: „Podpetsch bei Gutenfeld“)
- Podtabor (dt.: „Tauberg“, 1846:Podtabor)
- Ponikve (dt.: „Penk“, 1900: Ponique/Ponikve)
- Potiskavec (dt.: „Pottiskowitz“, 1846: Potiskauz)
- Predstruge (dt.: „Predstrug“)
- Pri Cerkvi-Struge (dt.: „Kirchberg-Struge“)
- Rapljevo (dt.: „Pilpenrein“)
- Tisovec (dt.: „Rosegg“)
- Tržič (dt.: „Neumarkt“)
- Videm (dt.: 1846; „Widem“, 1900: Widem bei Gutenfeld/Videm)
- Vodice (dt.: „Woditz“, 1900: Vodice-Predstrug)
- Zagorica (dt.: „Sagoritz bei Gutenfeld“, 1846: Sagotiza)
- Zdenska vas (dt.: „Tenndorf“, 1846: Sdenskawaß, 1900: Sdenskawas/Zdenska Vas)

## Nachbargemeinden
| Velike Lašče | Grosuplje                                   | Ivančna Gorica            |
| Velike Lašče | Kompassrose, die auf Nachbargemeinden zeigt | Ivančna Gorica, Žužemberk |
| Ribnica      | Ribnica                                     | Kočevje                   |

## Geschichte
Die heutige Gemeinde Dobrepolje findet sich in der Gemeindeliste des Herzogtums Krain  von 1846 als Gemeinde Gutenfeld im Bezirk Auersperg im Neustadtler Kreis. Im Jahr 1900 heißt sie Widem im Gerichtsbezirk Grosslaschitz, Bezirkshauptmannschaft Gottschee, mit 3852 Einwohnern.
Nach dem Anschluss an das Königreich Jugoslawien wurde die Gemeinde Videm verkleinert. Unter anderem wurden die Ortschaften Podgora und Kompolje eigenständige Gemeinden. Videm gehörte nun zur Oblast Ljubljana und zum politischen Bezirk Kočevje. 1921 hatte die Gemeinde Videm 1.671 Einwohner. Im Jahr 1933 schlossen sich die Gemeinden Videm, Kompolje, Struge und Podgora zur neuen Gemeinde Videm-Dobrepolje im Bezirk   Kočevje zusammen. 1955 wurde die Gemeinde an die Gemeinde Grosuplje angegliedert.
Zum 1. Januar 1995 entstanden aus der Großgemeinde Grosuplje die heutigen Gemeinden Grosuplje, Dobrepolje und Ivančna Gorica.

### Massengrab von Mala vas
In der Ortschaft Mala vas wurde ein Massengrab aus dem Jahr 1945 gefunden.

## Söhne und Töchter
- Anton Jamnik (* 1961), katholischer Geistlicher und Weihbischof in Ljubljana